# Connie Palmen

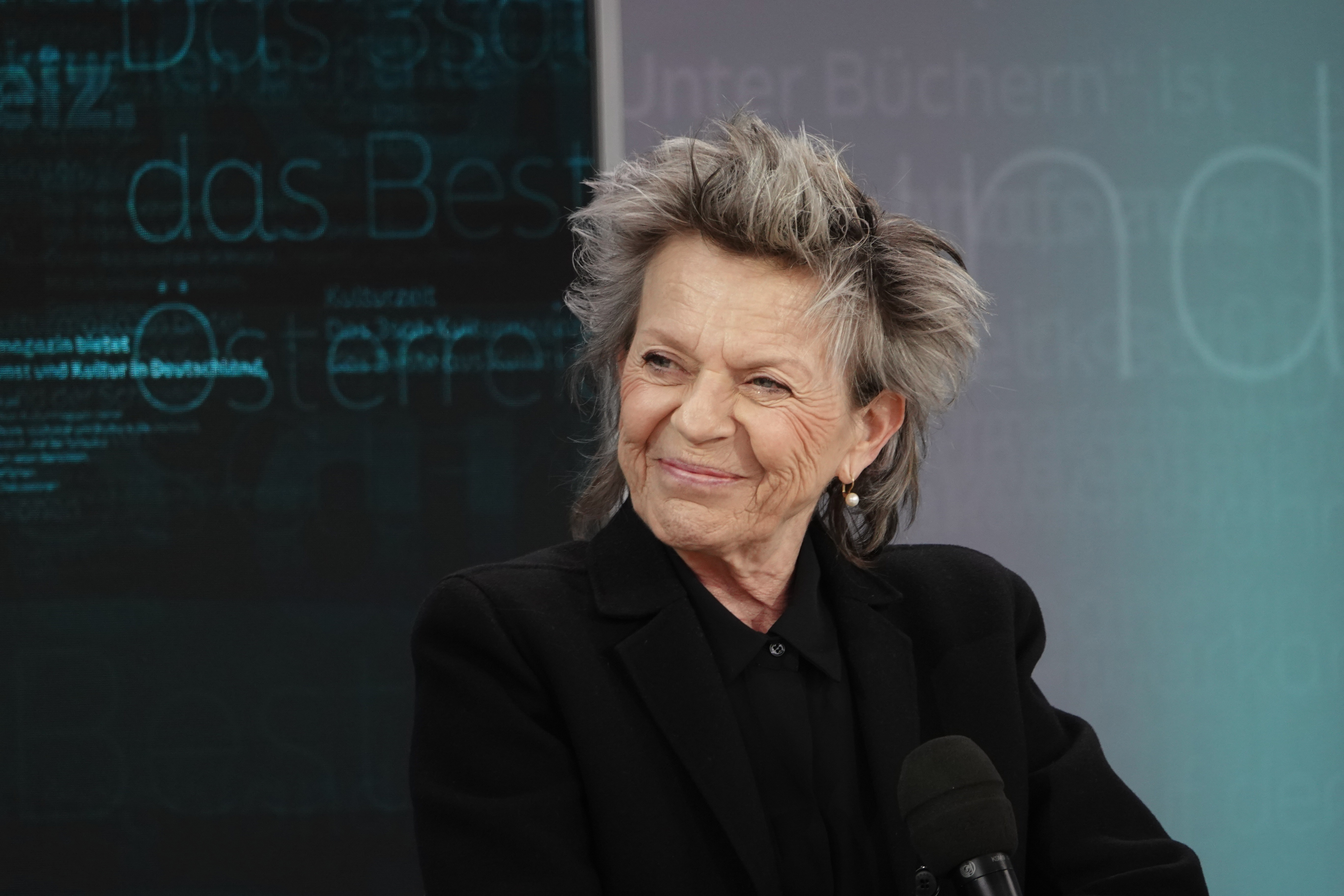
Connie Palmen 2024

Connie Palmen (* 25. November 1955 als Aldegonda Petronella Huberta Maria Palmen in Sint Odiliënberg, Limburg) ist eine niederländische Schriftstellerin.

## Leben
Connie Palmen studierte Philosophie und Niederländische Literatur und verfasste ihre Abschlussarbeit 1986 über den zeitgenössischen Autor Cees Nooteboom. Sie debütierte 1991 mit dem Roman De Wetten, dessen Erfolg ihr unmittelbare Bekanntheit in den Niederlanden einbrachte und der auch international Verbreitung fand, unter anderem auf Deutsch (Die Gesetze, 1993) und Englisch (The Laws, 1993). Ihr nächstes Buch, De Vriendschap (1995; dt. Die Freundschaft, 1996), erhielt den niederländischen AKO Literatuurprijs.
Palmen war von 1991 an bis zu dessen plötzlichem Tod 1995 mit dem niederländischen Journalisten, Schriftsteller und Talkmaster Ischa Meijer liiert. Über diese Beziehung schrieb sie das Buch I.M. (1998; dt. I.M. Ischa Meijer – In Margine, In Memoriam, 1999). Im Jahr 1999 verfasste sie mit De erfenis (dt. Die Erbschaft, 2001) das Boekenweekgeschenk, eine in hoher Auflage verlegte Gratismitgabe zur niederländischen Buchwoche.
Palmen lebt in Amsterdam und führte seit 1999 eine Beziehung mit dem Journalisten und D66-Politiker Hans van Mierlo, den sie vier Monate vor seinem Tod am 11. März 2010 heiratete. Laut Cees Nooteboom ist sie „eine sehr enge Freundin“ von ihm.

## Auszeichnungen
- 2017: De Inktaap für Jij zegt het
- 2016: Libris-Literaturpreis für Jij zegt het
- 1999: Boekenweekgeschenk mit De erfenis (deutsch: Die Erbschaft, 2001)
- 1995: AKO Literatuurprijs für De vriendschap
- 1992: Goldenes Eselsohr für De wetten

Nominierungen
- 2008: Euregio literatuurprijs voor scholieren mit Ganz der Ihre

## Zitat
„Ich denke, dass Verrat das Schlimmste ist. Wenn du verleugnet wirst. Wenn geleugnet wird, wer du bist, deine Persönlichkeit, deine Intelligenz.“

## Werke (Auswahl)
- De wetten. Amsterdam 1991.
  - Deutsche Ausgabe: Die Gesetze. Aus dem Niederländischen übersetzt von Barbara Heller. Diogenes Verlag, Zürich 1993, ISBN 3-257-22786-8.
- De vriendschap. 1995.
  - Deutsche Ausgabe: Die Freundschaft. Aus dem Niederländischen übersetzt von Hanni Ehlers. Diogenes Verlag, Zürich 1996, ISBN 3-257-23015-X.
- I.M. Ischa Meijer. In Margine. In Memoriam. 1998.
  - Deutsche Ausgabe: I. M. Ischa Meijer. In Margine. In Memoriam. Aus dem Niederländischen übersetzt von Hanni Ehlers. Diogenes Verlag, Zürich 1999, ISBN 3-257-23287-X.
- De erfenis. Boekenweekgeschenk 1999.
  - Deutsche Ausgabe: Die Erbschaft. Aus dem Niederländischen übersetzt von Hanni Ehlers. Diogenes Verlag, Zürich  2001, ISBN 3-257-23342-6.
- Geheel de uwe. 2002.
  - Deutsche Ausgabe: Ganz der Ihre. Aus dem Niederländischen übersetzt von Hanni Ehlers. Diogenes Verlag, Zürich 2004, ISBN 3-257-23476-7.
- Iets wat niet bloeden kan.
  - Deutsche Ausgabe: Idole und ihre Mörder. Aus dem Niederländischen übersetzt von Hanni Ehlers. Diogenes Verlag, Zürich 2005, ISBN 3-257-06472-1.
- Lucifer. 2007.
  - Deutsche Ausgabe: Luzifer. Aus dem Niederländischen übersetzt von Hanni Ehlers. Diogenes Verlag, Zürich 2008, ISBN 978-3-257-06642-5.
- Logboek van een onbarmhartig jaar. 2011.
  - Deutsche Ausgabe: Logbuch eines unbarmherzigen Jahres. Aus dem Niederländischen übersetzt von Hanni Ehlers. Diogenes Verlag, Zürich 2013, ISBN 978-3-257-06859-7.
- Jij zegt het. 2015.
  - Deutsche Ausgabe: Du sagst es. Aus dem Niederländischen übersetzt von Hanni Ehlers. Diogenes Verlag, Zürich 2016, ISBN 978-3-257-06974-7.
- De zonde van de Vrouw. 2017, ISBN 978-90-5965-412-9.
  - Deutsche Ausgabe: Die Sünde der Frau. Aus dem Niederländischen übersetzt von Hanni Ehlers. Diogenes Verlag, Zürich 2018, ISBN 978-3-257-07022-4.
- Voornamelijk vrouwen. Uitgevereij Prometheus, Amsterdam 2023, ISBN 978-90-446-5397-7.
  - Deutsche Ausgabe: Vor allem Frauen. Aus dem Niederländischen übersetzt von Lisa Mensing. Diogenes Verlag, Zürich 2024, ISBN 978-3-257-07299-0.